# 永寿县各级文物保护单位列表
以下为陕西省咸阳市永寿县的各级文物保护单位:

## 全国重点文物保护单位
| 武陵寺塔 | 6-777 | 古建筑 | 永寿县 | 宋 |  |

## 陕西省文物保护单位
- 娄进墓
- 陆贾墓
- 安金藏墓
- 长孙无忌墓
- 七尉墓（七尉坟）
- 云寂寺铁钟